# Microstato (geografia politica)

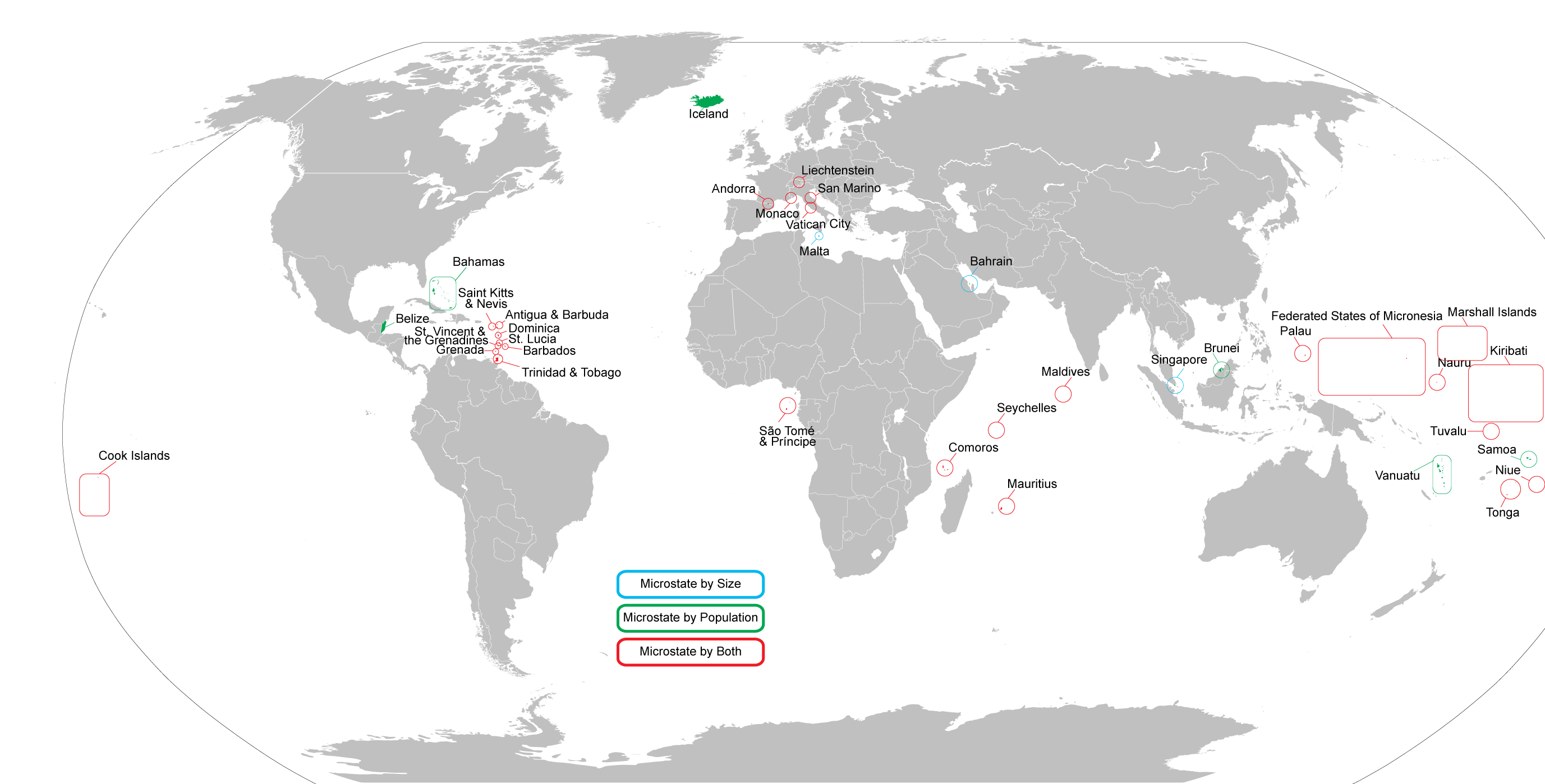
Microstati nel mondo

Un microstato o ministato è uno Stato avente, rispetto alla maggior parte degli Stati, una piccola popolazione o un'estensione territoriale ridotta; molti microstati presentano entrambe le caratteristiche.
In linea con questo e la maggior parte delle altre definizioni di microstato gli esempi sono: il Liechtenstein, il Principato di Monaco, San Marino, Malta, Andorra, Nauru e gli Stati Federati di Micronesia.

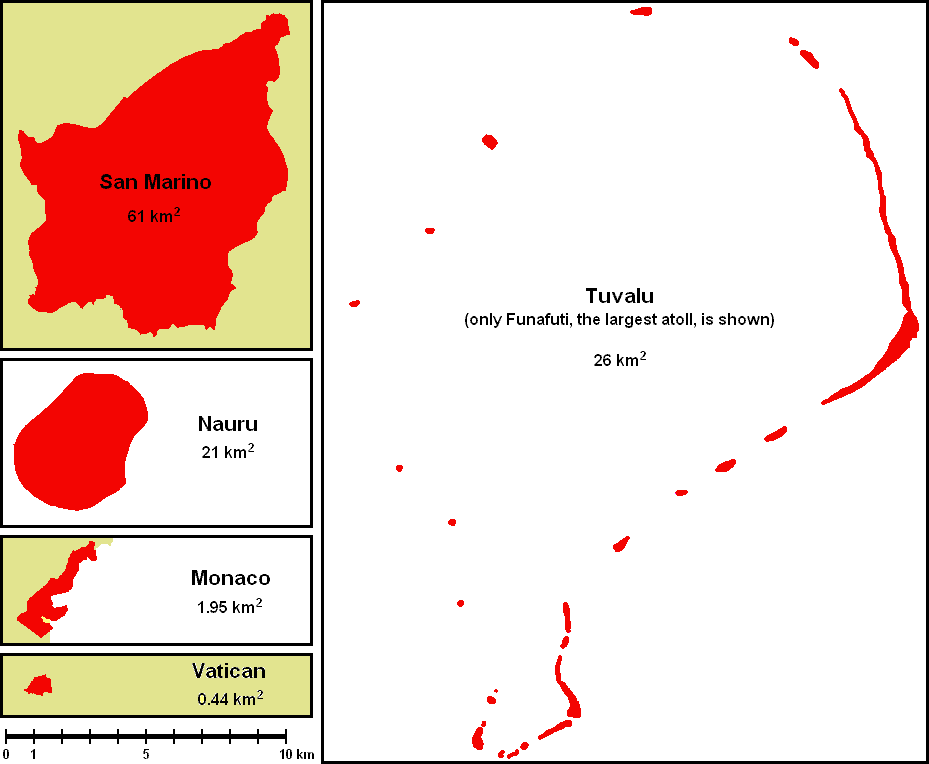
I cinque Stati sovrani più piccoli del mondo: Città del Vaticano, Monaco, Nauru, Tuvalu e San Marino, ritratti secondo la stessa scala per compararne le dimensioni

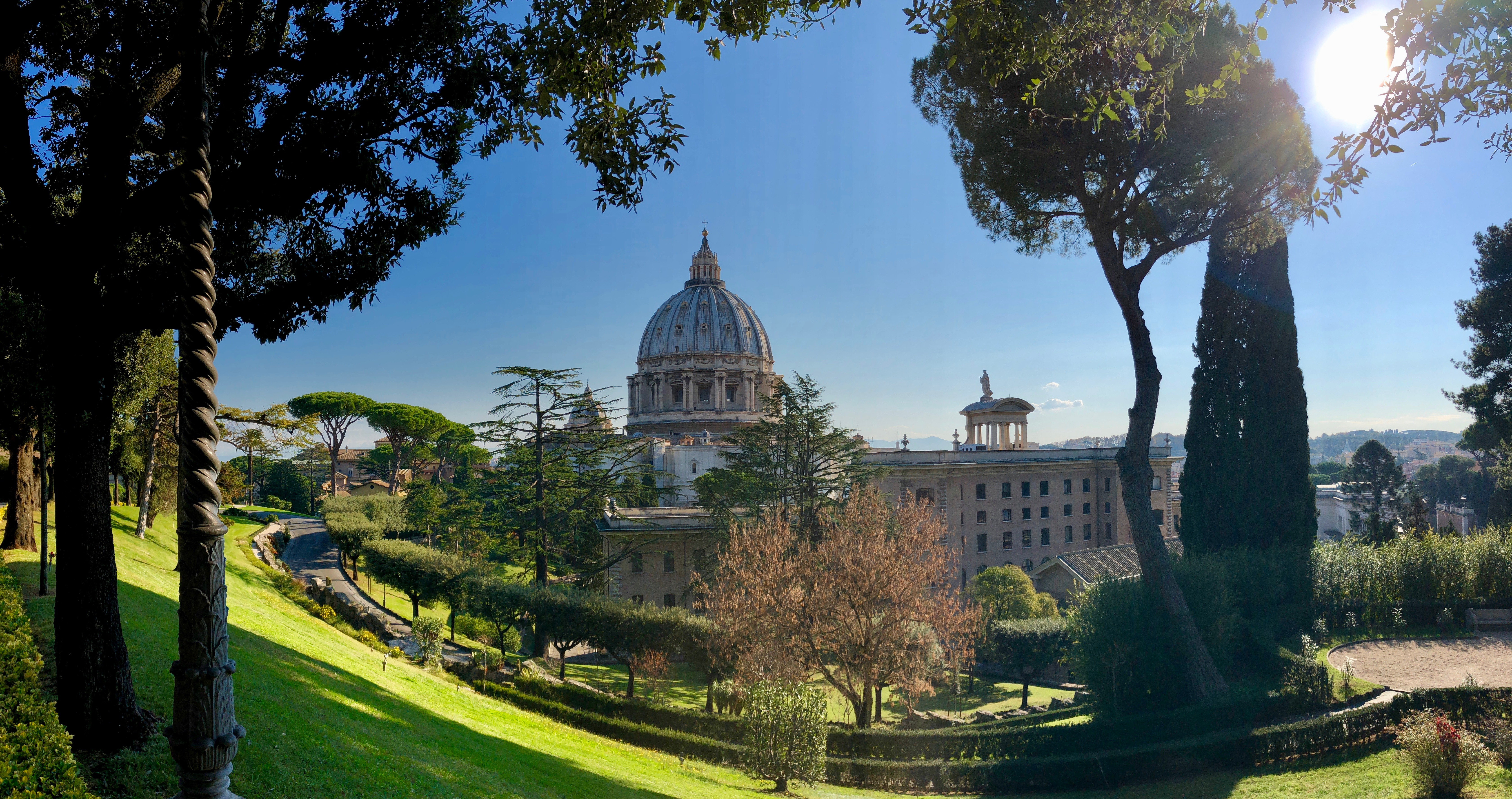
Città del Vaticano, il più piccolo Stato sovrano d'Europa e del mondo

L'unità politica più piccola riconosciuta come Stato sovrano è Città del Vaticano, con 882  abitanti a fine 2024 e una superficie di soli 0,44 km². Tuttavia alcuni studiosi contestano la qualificazione della Città del Vaticano come Stato, sostenendo che non soddisfi i "criteri tradizionali di statualità" e che lo "status speciale della Città del Vaticano è probabilmente considerato più come un mezzo di assicurazione al Papa di poter esercitare liberamente la propria funzione spirituale e sotto questo aspetto è vagamente analogo a quello della sede di organizzazioni internazionali."

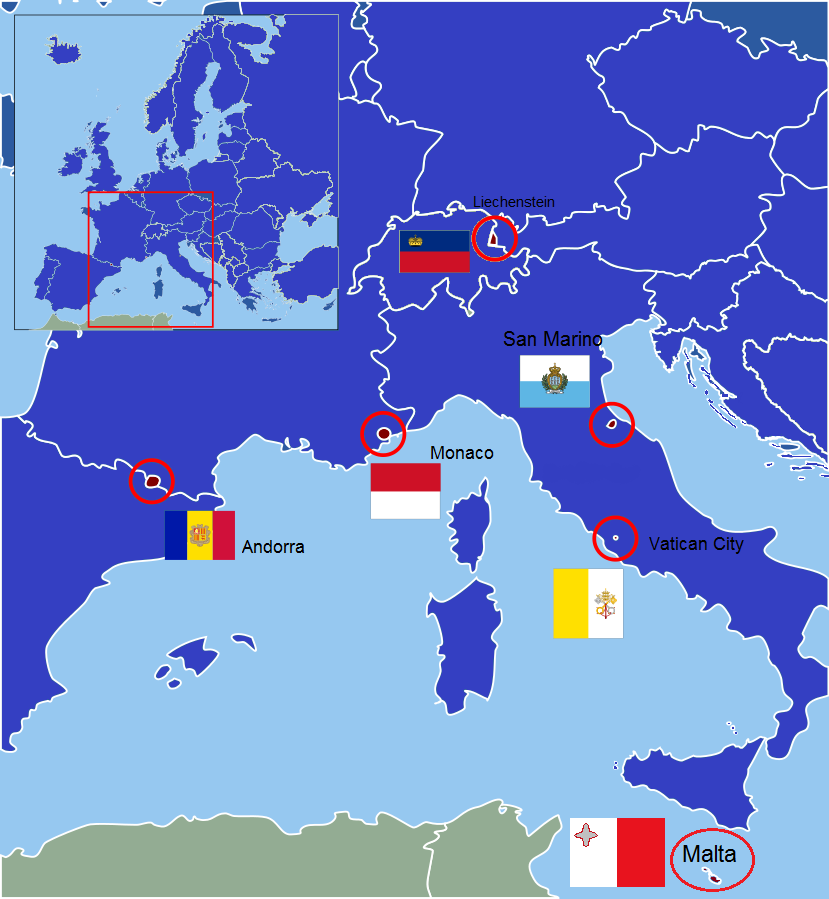
I microstati europei: Liechtenstein, San Marino, Malta, Monaco, Vaticano e Andorra

I microstati non devono essere confusi con le micronazioni, che non sono riconosciute come Stati sovrani. Territori speciali senza piena sovranità, come le dipendenze della Corona Britannica (Isola di Man e Isole del Canale), le Regioni Amministrative Speciali cinesi (Hong Kong e Macao) e i territori esterni di Danimarca, Francia, Paesi Bassi, Norvegia e Regno Unito, non sono considerati microstati perché non soddisfano il requisito principale di essere sovrani. Quasi tutti i microstati sono isole o piccoli arcipelaghi e molti di essi sono concentrati in Oceania e nei Caraibi.

## Elenco dei microstati
| Posizione | Stato                     | Superficie (km²) | Abitanti | Capitale            | Continente | Regione geografica   |
| --------- | ------------------------- | ---------------- | -------- | ------------------- | ---------- | -------------------- |
| 1         | Città del Vaticano        | 0,44 km²         | 882      | Città del Vaticano  | Europa     | Lazio                |
| 2         | Monaco                    | 2,08 km²         | 38367    | Monaco              | Europa     | Costa Azzurra        |
| 3         | Nauru                     | 21 km²           | 10084    | Yaren               | Oceania    | Oceano Pacifico      |
| 4         | Tuvalu                    | 26 km²           | 10640    | Funafuti            | Oceania    | Oceano Pacifico      |
| 5         | San Marino                | 61 km²           | 33305    | Città di San Marino | Europa     | Appennini            |
| 6         | Liechtenstein             | 160 km²          | 36842    | Vaduz               | Europa     | Alpi                 |
| 7         | Isole Marshall            | 181 km²          | 53158    | Majuro              | Oceania    | Oceano Pacifico      |
| 8         | Isole Cook                | 236 km²          | 15040    | Avarua              | Oceania    | Oceano Pacifico      |
| 9         | Niue                      | 261 km²          | 1681     | Alofi               | Oceania    | Oceano Pacifico      |
| 10        | Saint Kitts e Nevis       | 261 km²          | 46398    | Basseterre          | America    | Caraibi              |
| 11        | Maldive                   | 298 km²          | 392709   | Male                | Asia       | Oceano Indiano       |
| 12        | Malta                     | 316 km²          | 436947   | La Valletta         | Europa     | Mar Mediterraneo     |
| 13        | Grenada                   | 344 km²          | 103328   | Saint George's      | America    | Caraibi              |
| 14        | Saint Vincent e Grenadine | 389 km²          | 102918   | Kingstown           | America    | Caraibi              |
| 15        | Barbados                  | 430 km²          | 277821   | Bridgetown          | America    | Caraibi              |
| 16        | Antigua e Barbuda         | 443 km²          | 85567    | Saint John's        | America    | Caraibi              |
| 17        | Seychelles                | 455 km²          | 90945    | Victoria            | Africa     | Oceano Indiano       |
| 18        | Palau                     | 459 km²          | 17501    | Ngerulmud           | Oceania    | Oceano Pacifico      |
| 19        | Andorra                   | 468 km²          | 71732    | Andorra la Vella    | Europa     | Pirenei              |
| 20        | Saint Lucia               | 616 km²          | 166526   | Castries            | America    | Caraibi              |
| 21        | Micronesia                | 702 km²          | 105681   | Palikir             | Oceania    | Oceano Pacifico      |
| 22        | Singapore                 | 714 km²          | 5535000  | Singapore           | Asia       | Oceano Pacifico      |
| 23        | Tonga                     | 747 km²          | 103252   | Nukuʻalofa          | Oceania    | Oceano Pacifico      |
| 24        | Dominica                  | 751 km²          | 71293    | Roseau              | America    | Caraibi              |
| 25        | Bahrein                   | 765 km²          | 1425000  | Manama              | Asia       | Golfo Persico        |
| 26        | Kiribati                  | 811 km²          | 103058   | Tarawa Sud          | Oceania    | Oceano Pacifico      |
| 27        | São Tomé e Príncipe       | 1001 km²         | 179200   | São Tomé            | Africa     | Oceano Atlantico     |
| 28        | Mauritius                 | 1860 km²         | 1299172  | Port Louis          | Africa     | Oceano Indiano       |
| 29        | Comore                    | 2170 km²         | 734750   | Moroni              | Africa     | Canale del Mozambico |
| 30        | Samoa                     | 2944 km²         | 195843   | Apia                | Oceania    | Oceano Pacifico      |
| 31        | Brunei                    | 5770 km²         | 436620   | Bandar Seri Begawan | Asia       | Oceano Pacifico      |
| 32        | Vanuatu                   | 12200 km²        | 264652   | Port Vila           | Oceania    | Oceano Pacifico      |
| 33        | Bahamas                   | 13943 km²        | 388019   | Nassau              | America    | Caraibi              |
| 34        | Belize                    | 22965 km²        | 377968   | Belmopan            | America    | Caraibi              |

- Fonti:
  - CIA – The World Factbook – Rank Order – Area Archiviato il 9 febbraio 2014 in Internet Archive.
  - City Population